# Одай Хассуна
Одай Хассуна (18 жовтня 1998) — лівійський плавець.
Учасник Олімпійських Ігор 2020 року, де в попередніх запливах на дистанції 200 метрів вільним стилем посів 39-те (останнє) місце і не потрапив до півфіналів.